# Старков, Владимир Альфредович
Владимир Альфредович Старков (3 января 1949, Новоалександровка, Башкирская АССР — 11 мая 2013, Луганск, Украина) — советский футболист, нападающий. Мастер спорта СССР (1970).

## Биография
Отец, из поволжских немцев, в начале войны был сослан на Урал.
В группе подготовки «Строителя» Уфа Старков начал заниматься с 13 лет. Тренеры — Ю. П. Панин, В. А. Медведев. В 1967—1968 годах играл во второй группе класса «А». Армейскую службу проходил в 1969—1970 годах в ЦСКА. В основном играл за дубль. В чемпионате провёл три игры в 1970 году, в том числе вышел на замену в повторном, победном «золотом матче» против московского «Динамо». Обучался на военном факультете Ленинградского ГДОИФКа имени П. Ф. Лесгафта. Перед сезоном-71 тренировался в «Строителе», но перешёл в ворошиловградскую «Зарю», с которой в 1972 году стал чемпионом страны.
Карьеру в командах мастеров завершал во второй лиге, играл за команды «Химик» Северодонецк (1973), «Динамо» / «Целинник» Целиноград (1974—1977), «Шахтёр» Горловка (1978), «Торпедо» Луцк (1979). В первенстве КФК играл за «Сокол» Ровеньки (1982).
Имел инвалидность первой группы. По одним данным, заработал её, играя в футбол, по другим — когда в начале 1990-х был сильно избит на улице. Перенес три операции на головном мозге.
Скончался в мае 2013 после продолжительной болезни.